# Хам (град)
Вижте пояснителната страница за други значения на Хам.
Хам (на немски: Hamm) е град във федерална провинция Северен Рейн-Вестфалия, Германия. Намира се в североизточната част на градската агломерация Рур. Разположен е на надморска височина между 37,70 и 102 метра.
Площта на Хам е 226,43 км², населението към 31 декември 2010 г. – 181 783 жители, а гъстотата на населението – 803 д/км².

## Известни личности
Родени в Хам
- Фридрих Вилхелм Райфайзен (1818-1888), общественик
- Хорст Хрубеш (р. 1951), футболист

## Побратимени градове
- Брадфорд, Англия
- Масатлан, Мексико
- Санта Моника, САЩ
- Тул, Франция